# Općina Ruše
Općina Ruše (slo.:Občina Ruše) je općina u sjevernoj Sloveniji u pokrajini Štajerskoj i statističkoj regiji Podravskoj. Središte općine je naselje Ruše s 4.571 stanovnikom. 

## Zemljopis
Općina Ruše nalazi se u sjevernom dijelu Slovenije. Sjeverni dio općine se nalazi u dolini rijeke Drave na mjestu gdje rijeka izlazi iz klisurastog dijela svog toka i ulazi u ravničarske krajeve. Južno od doline Drave izdiže se planina Pohorje.
U općini vlada umjereno kontinentalna klima.

## Naselja u općini
Bezena, Bistrica ob Dravi, Fala, Lobnica, Log, Ruše, Smolnik

## Vanjske poveznice
- Službena stranica općine